# Santos Ramírez
Santos Ramírez Valverde (Caiza D, Bolivia; 15 de agosto de 1962) es un abogado, profesor y político boliviano. Fue el presidente de la Cámara de Senadores de Bolivia durante el año 2006 así como también Presidente de Yacimientos Petrolíferos Fiscales Bolivianos (YPFB) una de las principales empresas estatales de Bolivia.
Durante su carrera política, Santos Ramírez fue concejal de la ciudad de Potosí desde 1996 hasta 1999 en donde llegó a ser el presidente del Concejo Municipal de Potosí desde 1997 hasta 1998, así como también fue diputado plurinominal desde 2002 hasta 2005 y senador desde 2006 hasta 2008 en donde llegó a ocupar la presidencia de la cámara de senadores.

## Biografía
Santos Ramírez nació el año 1962 en Caiza D ubicado en la provincia de Linares del departamento de Potosí. Sus padres fueron unos campesinos agricultores potosinos. Ramírez salió bachiller en 1980 y luego continuó con sus estudios profesionales, ingresando a la entonces Escuela Normal Eduardo Avaroa, graduándose como profesor el año 1986. Cabe mencionar que ya durante su etapa como estudiante normalista, Santos Ramírez se convertiría en un dirigente estudiantil a principios de la década de 1980.
De ahí en adelante, ejerció la docencia en el magisterio rural por alrededor de una década desde 1987 hasta 1997. Durante ese tiempo, Santos Ramírez escaló posiciones dentro de la estructura sindical del magisterio rural, siendo inicialmente dirigente de la Federación Departamental de Escuelas de Cristo de Potosí desde 1991 hasta 1992 y ya luego ingresó a ser dirigente de la Confederación Nacional de Maestros Rurales desde 1993 hasta 1997.
El año 1994, ingresó a estudiar la carrera de derecho en la Universidad Autónoma Tomás Frías (UATF), titulándose también como abogado de profesión en 1999.

## Carrera Política

### Elecciones municipales de 1993
Santo Ramírez ingresó por primera vez a la política nacional siendo todavía un joven de 31 años de edad, cuando en 1993 se unió como militante al partido Eje de Convergencia Patriótica  Pachakuti (EJE) perteneciente en ese entonces a Rene Joaquino. Ese año participó en las elecciones municipales postulando al cargo de concejal de la ciudad de Potosí pero no tuvo éxito, ya que no logró obtener el votación mínima requerida para acceder.

### Concejal Municipal de Potosí (1996-1999)
Ramírez volvió nuevamente a participar en las elecciones municipales de diciembre de 1995 postulando al cargo de concejal en representación otra vez del partido EJE. En esta ocasión logra ganar y acceder al Concejo Municipal de Potosí. Estuvo en el cargo desde enero de 1996 hasta septiembre de 1999.
En calidad de concejal, Santos Ramirez accedió a la presidencia del concejo municipal de Potosí desde 1997 hasta 1998. También durante aquella época, ingresó a formar parte del Comité Cívico Potosinista (COMCIPO) donde fue su integrante desde 1996 hasta 1997.

### Elecciones Nacionales de 1997
El año 1997, Santos Ramirez participa en las elecciones nacionales de ese año como candidato al cargo de diputado uninominal por la '"Circunscripción 42" en representación del partido EJE, pero no tuvo éxito, ya que no logró obtener la votación mínima requerida para acceder al congreso boliviano.

### Elecciones Municipales de 1999
Ya a finales de la década de 1990, Santos Ramírez decidió unirse al partido político del Movimiento al Socialismo (MAS-IPSP) donde logró convertirse en uno de los pocos hombres de confianza de Evo Morales Ayma.
En 1999 como máximo dirigente regional del MAS en el Departamento de Potosí, Ramírez participa en las elecciones municipales de ese año como candidato al cargo de Alcalde de Potosí en representación del MAS-IPSP, pero no tuvo éxito ya que solo obtuvo el 1,8% de la votación total de la población potosina que vive en la capital. Ese año, su principal rival competidor Rene Joaquino asumiría el mando de la alcaldía potosina.

### Diputado Plurinominal de Bolivia (2002-2005)
En el 2002 participa en las elecciones nacionales de diciembre de ese año, postulando al cargo de diputado plurinominal por el Departamento de Potosí en representación del partido MAS-IPSP. Esta vez, Santos Ramirez logra ganar y accede al curul parlamentario el 6 de agosto de 2002 ya a sus 40 años de edad. Estuvo como diputado hasta el 18 de septiembre de 2005 cuando decide renunciar a su cargo para postularse esta vez al senado nacional.

### Senador de Bolivia (2006-2008)
El año 2005, Santos Ramírez participa nuevamente como candidato a senador por el Departamento de Potosí en representación otra vez del partido MAS-IPSP. Logró ganar en dichos comicios, posesionándose en el cargo senatorial el 22 de enero de 2006.
Posteriormente a su reclusión en el Penal de San Pedro, por el caso "CATLER" Santos Ramirez denuncio a otros supuestos involucrados, además de haber sido abandonado por acompañantes del MAS, donde figuraban Mike Maydana Parra como un profugo de su ministerio. En junio de 2020, Santos Ramirez reapareció en el escenario político boliviano anunciando la creación de un partido y denunciando como "traidor" a Evo Morales. También fueron muy difundidas y cubiertas las declaraciones contra la vieja cúpula del poder del MAS en Bolivia.